# Adriano Cappelli
Adriano Cappelli (Modena, 8 de junio de 1859 – Vigatto, 11 de septiembre de 1942) fue un archivista, paleógrafo e historiador italiano.

## Biografía
Era hijo de Antonio Cappelli, bibliotecario de la Biblioteca Estense de Módena, y Luigia Malagoli. Se licenció en la Facultad de Letras por la Universidad de Florencia, centrándose en la práctica archivística.
En 1884 ingresó como estudiante de 1.ª categoría en el Archivo Estatal de Milán, entonces dirigido por Cesare Cantù, donde se mostró un interés especialmente por la paleografía y la diplomacia.
En 1903 fue ascendido a director del Archivo Estatal de Parma, donde también se dedicó a la historia local creando una guía manuscrita de los mapas de Parma y convirtiéndose en miembro del Consejo Presidencial de la Diputación de Historia Patria para Emilia y Romaña. Aquí permaneció hasta enero de 1927, cuando se jubiló.
De su matrimonio con Agnese Teresa Giusti (1860/1-1946) tuvo dos hijas, María y Antonieta.
Murió en Vigatto (actualmente distrito de Parma) en 1942.

## Obras
Adriano Cappelli es más conocido por ser el autor de dos manuales de Hoepli, destinados a archiveros pero utilizados por una audiencia más amplia de académicos y aún reimpresos:
- Lexicon abbreviaturarum. Dizionario di abbreviature latine ed italiane (1 edición). Milano: U. Hoepli. 1899.[3][4]
- Cronologia e calendario perpetuo (1 edición). Milano: U. Hoepli. 1906.[5]

En 2007, la Biblioteca Estatal y Universitaria de Colonia y la Herzog August Bibliothek, en el marco del proyecto Digital Verteilte Inkunabelbibliothek, hicieron la copia digital de la versión alemana publicada en Leipzig en 1928 y de la italiana, impresa en Milán en 1912.